# Zawisza Oleśnicki Czerwony
Zawisza Oleśnicki Czerwony herbu Dębno (zm. 1433) – polski rycerz, krajczy dworu królowej (1391), podsędek sandomierski, wojski sandomierski (od 1403), wojski lubelski (1416) - współpracownik królowej Jadwigi Andegaweńskiej. Wysłany przez nią na powitanie przybywającego do Polski wielkiego księcia litewskiego Jagiełły. Wedle powtórzonej przez Jana Długosza anegdoty miał on przyjrzeć się przyszłemu małżonkowi Jadwigi i przedstawić sprawozdanie królowej.
Zawisza był synem łowczego krakowskiego Zbigniewa z Oleśnicy i Małgorzaty Kurozwęckiej, córki Dobiesława. Jego braćmi byli między innymi Dobiesław oraz Jan. Odebrał wychowanie prawdopodobnie na węgierskim dworze
Brał udział m.in. w wyprawie królowej Jadwigi na Ruś Czerwoną i przy zdobywaniu Grodna w 1390 r. (gdzie, według Długosza, miał uratować od utonięcia rycerza krzyżackiego, który później zdradził mu plany Zakonu). Często posłował z ramienia króla polskiego, uczestniczył w pertraktacjach (szczególnie z królem węgierskim) i poświadczał dokumenty. 
Na początku XV wieku, razem z wieloma innymi sławnymi polskimi rycerzami (m.in. z Zawiszą Czarnym i Jakubem Skarbkiem) służył na dworze węgierskim króla Zygmunta Luksemburskiego, oraz wziął udział w wojnie tegoż króla z banami Bośni. Na wieść o wojnie polsko-krzyżackiej powrócił do kraju.